# Erima
Erima o Erima-Hafen è una località della Papua Nuova Guinea, situata nell'attuale Provincia di Madang.
Fondata dalla Compagnia della Nuova Guinea Tedesca, fu la sede di un'estesa piantagione di Tabacco e, successivamente di Palma da cocco, per la produzione della Copra.
L'insediamento era dotato di un porto e di una Ferrovia Decauville, che la collegava alla stazioni commerciali di Bogadjim e Stephansort, anch'esse fondate dalla stessa società tedesca.
Dopo la prima guerra mondiale, quando le truppe australiane occuparono il territorio della Nuova Guinea Tedesca, le proprietà dei coloni tedeschi, vennero espropriate dalla nuova amministrazione e vendute a dei coloni australiani. Sotto il governo dell'Australia, si continuò a sfruttare le piantagioni. Le infrastrutture locali, subirono gravi danni durante la seconda guerra mondiale, quando la Nuova Guinea fu occupata dalle forze giapponesi, successivamente, quando il territorio fu restituito all'Australia, queste ultime non vennero più completamente ripristinate.
Oggi, di questa struttura, rimane soltanto l'abitato di Erima.

## Fonti
- Deutsches Kolonial-Lexikon (1920), Band I, S. 575